# Джаки Шроф
Джайкишен Какухай Шроф (на английски: Jaikishen Kakubhai Shroff; на хинди: जयकिशन काकुभाई श्रॉफ), по-известен като Джаки Шроф е индийски киноактьор.

## Биография
Джайкишен Шроф е роден на 1 февруари 1957 г. в семейство на астролога Какахай Харихай и Рита, етническа уйгурка от Казахстан. Джаки е роден в квартал Малабар Хил. По-големият му брат почива на 17-годишна възраст.
В края на 1980-те, Джаки се жени за дългогодишната си приятелка Айша Дът, която по-късно става филмов продуцент. Двойката управлява медийната компания, „Джаки Шроф Ентертеймънт Лимитъд“.
През 1990 г. се ражда синът му Тайгър (Джай Хеманта), който също става актьор. През 1993 г. се ражда дъщеря му Кришна.
Той е известен също и с благотворителната си дейност за подпомагане на най-нуждаещите се. Доживотен член е на Международния филмов и телевизионен клуб на Азиатската академия за кино и телевизия.
През 1982 г., Джаки прави актьорския си дебют във филма на Дев Ананд „Свами Дада“.

## Избрана филмография
| Година | Филм                         | Роля                                          |
| ------ | ---------------------------- | --------------------------------------------- |
| 1983   | „Герой“                      | Джаки Дада / Джайкишан                        |
| 1985   | „Престъпния свят“            | Инспектор Рави                                |
| 1986   | „Карма“                      | Бау Тхакур                                    |
| 1986   | „Алах Ракха“                 | Алах Ракха                                    |
| 1987   | „Ако само“                   | Ритеш Ананд                                   |
| 1989   | „Птица“                      | Кишан                                         |
| 1991   | „100 дни“                    | Кумар                                         |
| 1993   | „Злодей“                     | Рам Кумар Синха                               |
| 1993   | „Кралят чичо“                | Ашок Бансал                                   |
| 1994   | „1942: Любовна история“      | Шубшанкар                                     |
| 1995   | „Шегаджия“                   | Радж Кумар                                    |
| 1999   | „Куршум“                     | Помощник комисар на полицията Джай Сурияванши |
| 2000   | „Мисия Кашмир“               | Хилал Кохистани                               |
| 2000   | „Отхвърлена“                 | Рагувир Синх                                  |
| 2001   | „Пазител“                    | Джавад Абас                                   |
| 2002   | „Девдас“                     | Чунилал                                       |
| 2006   | „Еклавия: Кралската гвардия“ | Рана Джитивардхан                             |
| 2009   | „Вир“                        | Кралят на Мадхавдар                           |
| 2014   | „Легенда“                    | Раджа Махендран (глас)                        |
| 2014   | „Честита Нова Година“        | Чаран Гровър                                  |
| 2015   | „Братя“                      | Гърсон „Гъри“ Фернандез                       |
| 2016   | „Къща пълна 3“               | Урджа Нагре                                   |
| 2017   | „Саркар 3“                   | Майкъл Валия                                  |

## Награди и номинации
- 1990 – Най-добър актьор – Птица
- 1994 – Най-добър поддържащ актьор – Злодей – номиниран
- 1995 – Най-добър поддържащ актьор – 1942: Любовна история
- 1996 – Най-добър поддържащ актьор – Шегаджия
- 2002 – Най-добър поддържащ актьор – Девдас – номиниран
- 2014 – Оригинална рок звезда от GQ [6]